# Slavník
Slavník (?–981, podle nekrologu břevnovského kláštera 18. března) byl zakladatelem rodu Slavníkovců.
Jeho manželkou byla Střezislava, která podle některých historiků byla příbuznou Přemyslovců, mohla být sestrou Boleslava I. a Václava (ačkoliv Bruno z Querfurtu by tuto skutečnost jistě zdůraznil). Podle jiných s nimi byl příbuzný Slavník přes některé neznámé Přemyslovce. Názor historiků se různí v odpovědi na otázku, zda mohl být Vok (uvedený v Kosmově poznámce jako Vok comes) otcem knížete Slavníka či případně synovcem českého knížete Bořivoje. Spříznění s Přemyslovci by vysvětlovalo klid mezi oběma rody za života Slavníka a Střezislavy. Podle Brunona z Querfurtu mohli být příbuzní i saských Luidolfovců (Jindřicha I. nebo Jindřicha II.).
Ačkoliv Slavník jistě ovládal rozsáhlé území, podle archeologa Michala Lutovského není pravda, že by dosahovalo takové velikosti, jak uvádí Kosmas a že si kronikář tyto údaje vymyslel: „Sídlem toho znamenitého knížete byla Libice, ležící v místě, kde řeka Cidlina tratí své jméno, ústíc do volnějšího toku Labe. Knížectví jeho mělo tyto hranice: na západ proti Čechám potom Surinu a hrad, ležící na hoře, jež slove Oseka, při řece Mži. Rovněž na jižní straně proti Rakousům tyto pomezní hrady: Chýnov, Dúdleby a Netolice až doprostřed hvozdu, k východu proti zemi moravské hrad pod pomezním hvozdem ležící, jménem Litomyšl, až k potoku Svitavě, tekoucímu středem hvozdu, na sever proti Polsku hrad Kladsko, ležící nad řekou Nisou.“
Se Střezislavou měl Slavník šest synů, mezi nimi Slavníkova nástupce Soběslava a svatého Vojtěcha. Jak dovoloval mrav doby, měl Slavník nemanželské děti, mezi nimi prvního hnězdenského biskupa Radima.